# 27
Glej tudi: število 27
27 (XXVII) je bilo navadno leto, ki se je po julijanskem koledarju začelo na sredo.

## Dogodki
- Tiberij se umakne na Capri in prepusti vodenje imperija Sejaniju, pretorianskemu prefektu.

## Rojstva
Petronij, arbiter elegantiae